# Амифламин
Амифламин (FLA-336) является обратимым ингибитором моноаминоксидазы А (МАО-А), таким образом, являясь RIMA, и, в меньшей степени, семикарбазид-чувствительной аминоксидазой (SSAO), а также агентом, высвобождающим серотонин (СВА). Он является производным химических классов фенэтиламина и амфетамина. (+)-энантиомер является активным стереоизомером.
Амифламин ингибирует преимущественно МАО-А в серотонинергических нейронах по сравнению с норадренергическими и дофаминергическими. В низких дозировках амифламин функционирует в качестве селективного ингибитора фермента МАО-А в серотониновых клетках, тогда как в более высоких количествах он теряет свою селективность. Это свойство объясняется более высокой аффинностью амифламина к транспортёру серотонина по сравнению с транспортёрами норадреналина и дофамина, поскольку для проникновения амифламина в моноаминергические нейроны требуется транспортировка, опосредованная переносчиком.

## Смотрите также
- Ингибиторы моноаминоксидазы (MAOI)